# 王子区
王子区（おうじく、旧字体：王子區）は、東京都にかつて存在した区である。1932年（昭和7年）から1947年（昭和22年）までの期間（35区の時代）に存在した。現在の北区の北部。

## 歴史
伝承によれば、王子村は荒川の上流から見て氾濫原の右岸にある台地であったことから古くは岸村と呼ばれた。岸村の地名は王子村の台地東縁に岸という小字になって明治以降までも残り、現在は岸町1丁目、2丁目になっている。ここに王子稲荷神社がある。『新編武蔵風土記稿』によれば、鎌倉時代後期の元亨2年（1322年）、この地に紀伊牟婁郡熊野若一王子を勧請したことから王子村と改称したといわれる。これが現在の王子神社であり、王子神社の田楽として著名な北区指定無形民俗文化財「王子田楽」は王子宮勧請の際に創生された魔除けの田楽芸能とされる。
『義経記』によれば源頼朝が隅田川を渡河して王子板橋に至ると書かれている。平安時代後期から室町時代にかけては上中里に位置する平塚城を本拠地とする豊島氏が支配する豊島庄の一部であった。
江戸時代になると王子村の中心には日光御成街道（岩槻街道）が通って江戸の市街と直結され、18世紀には八代将軍徳川吉宗によって飛鳥山に桜が植えられたことをきっかけに、江戸市民が頻繁に足を運ぶようになった。飛鳥山の花見人気とともに、王子村の北部にある王子稲荷神社がもともと東国33ヶ国（東海道の15国、東山道の11国、北陸道の7国）の稲荷社の頭領を自認していたこともあってか参拝客が増え、村内には料理屋や茶屋が立ち並んで、江戸郊外の手軽な行楽地として人気を集めた。狐火の伝承をもとに毎年大晦日には狐の行列が催される。
明治時代に入ると、のちに王子区となる範囲が浦和県（現・埼玉県）に属した。1871年には東京府に編入され、王子村と周辺の村々が合併して王子村となり、旧王子村が大字王子として新設された村の中心となった。1875年になると、台地東の低地（現王子駅の東側）に日本で最初の洋紙工場（旧王子製紙、王子ホールディングスおよび日本製紙の前身）が操業を開始した。翌年には印刷局がその隣接地に印刷所を設立し、石神井川・隅田川に沿った一帯の低地（現・北区王子、北区豊島）に工場が建設され始める。
1883年には、東北本線の上野 - 熊谷間が開通すると王子駅が設けられた。その後工場進出が進み、大正の頃までに薬品、肥料の民間工場や火薬の工廠等が次々に生まれ、東京市北郊で屈指の工業地域に成長する。
1911年には王子電気軌道の路面電車（現在の都電荒川線）が王子駅をターミナルとして営業を開始し、近隣の工場へ通勤する工員のため住宅の建設が進み始めた。1932年に王子町は東京市に合併され、北の旧岩淵町とともに王子区となった。東京都制により東京市王子区が東京都王子区になって後、1947年に南の滝野川区（旧滝野川町）と合併、新設の北区となった。北区発足後、王子区役所庁舎がそのまま北区役所庁舎となった。

### 沿革
- 1932年（昭和7年）10月1日 - 北豊島郡全域が東京市に編入。王子町、岩淵町の区域に王子区を設置。
- 1943年（昭和18年）7月1日 - 東京都制が施行され、東京市と東京府が廃止され、東京都を設置。
- 1947年（昭和22年）3月15日 - 特別区への移行のため、王子区及び滝野川区の区域をもって北区を新設。

## 交通

### 鉄道
- 国鉄（現・JR東日本）
  - 東北本線（東北・京浜線）：王子駅 - 下十条駅（現・東十条駅） - 赤羽駅
  - 赤羽線：十条駅 - 赤羽駅
- 東京都電車
  - 荒川線・滝野川線、赤羽線、飛鳥山線

赤羽駅以北の埼京線、東京メトロ南北線、埼玉高速鉄道線は未開通。

### 道路
- 北本通り